# Srndalje
Srndalje (cyr. Срндаље) – wieś w Serbii, w okręgu rasińskim, w mieście Kruševac. W 2011 roku liczyła 60 mieszkańców.